# Liste der Naturdenkmale in Horbach (Westerwald)
Die Liste der Naturdenkmale in Horbach nennt die im Gemeindegebiet von Horbach ausgewiesenen Naturdenkmale (Stand 13. Juni 2024).

## Ehemalige Naturdenkmale
| Nr. | Bezeichnung    | Lage                                         | Beschreibung                                                                          | Bild                                    |
| --- | -------------- | -------------------------------------------- | ------------------------------------------------------------------------------------- | --------------------------------------- |
|     | Altweibereiche | westlich des Ortes; Abteilung Fabeleich Lage | Quercus sp., vor 1100 gekeimt, 1945 abgestorben; Rechtsverordnung vor 2009 aufgehoben | Direkt Bild zu diesem Denkmal hochladen |